# Право на оружие (движение)
Общероссийская общественная организация «Право на оружие» (краткое название – «Право на оружие») — общероссийская правозащитная организация, объединяющая владельцев гражданского оружия и лиц, заинтересованных в совершенствовании нормативного регулирования оружия и самообороны. Организация является крупнейшей структурой в сфере правозащиты владельцев гражданского оружия, являясь также одной из крупнейших оружейных НКО в России, насчитывая более семисот тысяч членов.

## Краткая история
В 2011 году Марией Бутиной создана алтайская региональная общественная организация по защите прав потребителей «Закон и порядок».
22 июня 2011 года группа активистов этой организации участвует во всероссийской гражданской кампании интернет-портала «Вооружён.ру» по подаче петиций в приёмную Владимира Путина с требованием расширения прав граждан на оружие самообороны.
В августе 2011 года на информационной базе интернет-портала «Вооружён.ру» и правовой базе АРОО «Закон и порядок» создается организация «Право на оружие» ставящее перед собой цели защиты прав и интересов владельцев гражданского оружия, расширение перечня доступного легального оружия, оптимизацию законодательного регулирования сферы оружия и самообороны, развитие частно-государственного партнёрства в области национальной безопасности.
В 2015 году Мария Бутина уехала в США, перед этим передав управление организацией одному из своих заместителей Игорю Шмелёву.
12 марта 2018 года по решению суда деятельность общественного объединения «Право на оружие» в качестве юридического лица на основании ст.29 Федерального закона от 19.05.1995 No 82-ФЗ «Об общественных объединениях» прекращена.
20 сентября 2018 года Игорь Шмелёв объявил о сложении с себя полномочий руководителя организации. В то же время заместитель руководителя Вячеслав Ванеев объявил, что «вынужден взять на себя временное руководство и ответственность за восстановление организации» .
Повторная регистрация Общероссийской Общественной Организации «Право на оружие» была произведена Вячеславом Ванеевым 12.06.2019  Архивная копия от 12 ноября 2019 на Wayback Machine.

## Деятельность
За время своего существования движение организовало несколько тысяч образовательных, публичных и стрелковых мероприятий в различных регионах страны.
На базе движение сформирован стрелковый корпус инструкторов, который проводит регулярные образовательные тренировки по повышению оружейной культуры населения и обучению безопасному обращению с пистолетами и длинноствольным (гладкоствольным и нарезным) оружием. Проводятся регулярные обучающие семинары, преподающие технику безопасности с оружием, основы законодательного регулирования гражданского оружия, его транспортировки и его применения в целях самообороны.
Организация занимается правовой защитой лиц, прибегавших к необходимой обороне. Так в апреле 2012 года активисты движения инициировали серию акций гражданского давления после которой был оправдан пенсионер с Сахалина, обвинявшийся в убийстве напавшего на него в его же квартире грабителя. В июле 2012 года, после привлечения внимания СМИ к проблеме и кампании по сбору подписей, было закрыто дело москвички Татьяны Курявцевой, убившей насильника. Также осуществляется материальная поддержка лиц, нуждающихся в услугах адвокатов в случаях необходимой обороны.

## Основные акции, мероприятия и кампании движения
- 2 октября 2011 года движение провело первую крупную серию уличных акций за возврат прав на короткоствольное нарезное огнестрельное оружие в форме митингов[9][10] и пикетов в 6 регионах страны с участием более 250 человек.
- 24 ноября 2011 совместно с Московским Охотничьим Клубом «Сафари» состоялся круглый стол по проблеме легализации пистолетов и револьверов для охотников[11].
- 1 декабря 2011 организован «банкетный митинг» по проблеме совершенствования оружейного законодательства, собравший в одном из московских ресторанов 80 участников[12].
- 21 февраля 2012 года в результате общественной кампании по голосованию за расширение прав граждан на оружие на сайте Большого правительства[13], последнее выпустило тематический ролик посвященный проблеме развития оружейной культуры[14]

24 февраля 2012 года на съезде партии Правое дело под председательством Андрея Дунаева, лидер движения «Право на оружие» Мария Бутина выступила на партийном съезде с программой движения, став её союзником.
- 17 марта 2012 г. — движение провело семинар-турнир по стрельбе из отечественного пистолета «Викинг» для журналистов Москвы и Подмосковья. Мероприятие собрало более 50 участников, в том числе представителей федеральных СМИ и ведущих блогеров[16][17].

- 15 апреля 2012 г. — состоялась серия уличных акций в 12 городах России[18][19], собравшая порядка 500 участников. Основным требованием участников стало возвращение прав граждан на короткоствольное оружие, введение института суда присяжных при рассмотрении случаев самообороны, а также прекращения уголовного преследования пенсионера с Сахалина Александра Тарасова, обвинённого в убийстве грабителя, ворвавшегося в его дом[20]. На митинге в Москве выступил Александр Торшин, а также Павел Пятницкий[21], Марк Фейгин, Илья Лазаренко,Гейдар Джемаль, Андрей Савельев[22], Владимир Тор, Виктор Милитарёв, депутаты Государственной Думы от фракции ЛДПР. В кампании также участвовали партия «Правое Дело»[23], Право-Консервативный Альянс, Конгресс Русских Общин, СПХ, РОД, партия «Великая Россия»[24]. 16 мая 2012 судебным решением Сахалина Александр Тарасов был полностью оправдан и выпущен из-под стражи[4].
- 1 июля 2012 года, в годовщину событий в посёлке Сагра, в 13 городах России движением были инициированы уличные акции с требованием принципиальных реформ в сфере правопорядка, а именно: изменения сложившейся в России обвинительной практики по делам о самообороне, возвращения прав граждан на владение короткоствольным нарезным оружием, как инструмента наиболее эффективной самообороны, введения выборности полицейских начальников и судей на местах[25]. Комментируя эту акцию, кандидат философских наук, главный редактор портала Мнения.ру Кирилл Мартынов, отметил:

Из обсуждения подобных конкретных политических вопросов (таких, как вопрос о том, кто может носить оружие) может в итоге получится что-то путное. Люди не очень доверяют идеологиям в условиях, когда любую идеологию можно подделать, когда «либерал-демократы» на самом деле являются националистами, коммунисты — ультраконсерваторами и так далее. Поэтому начинать политические действия лучше отталкиваясь от насущных проблем, чем от красивых слов
- 24 июля 2012 — при непосредственном участии движения в Совете Федерации был презентован экспертный доклад «О реформировании российского оружейного законодательства»[27][28]. По результатам данной презентации высказалась значительная часть лидеров общественного мнения в России, а представители Администрации Президента и Правительства РФ назвали озвученные там рекомендации «преждевременными»[29].
- 27 и 28 октября 2012 года в Москве состоялся I съезд организации. Мероприятие собрало более 120 участников из более 20 регионов России и 4 стран. В качестве почётных гостей съезда участвовали Иван Охлобыстин, Роман Худяков, депутат ВМО Вячеслав Ванеев, члены ОПРФ Дмитрий Галочкин и Георгий Федоров, руководитель стрелкового направления ДОСААФ России Валерий Ашихмин, Андрей Дунаев, Андрей Нечаев, Александр Никонов, представитель Право-Консервативного Альянса Алексей Живов и член президиума Конгресса Русских Общин Алексей Михайлов, глава наблюдательного совета «Ассоциации владельцев гражданского оружия» Украины Георгий Учайкин, представитель таллиннского клуба практической стрельбы Дмитрий Удрас, Виктор Милитарев, Борис Надеждин, Николай Курьянович и другие[30].

Иван Охлобыстин в своём приветственном слове заявил: 

Я считаю нынешнее мероприятие очень своевременным, другое дело, кто будет дальше отстаивать наши интересы, в вопросах, связанных с правом на оружие, в этом парламентском болоте, кто будет выдвигать наши пожелания? Этим, конечно, должны заниматься профессионалы. Делать это надо активно, не надо откладывать на 2025 год. Это не такой вопрос, который требует гигантских финансовых затрат. Нам не дают оружие, потому что рабы не имеют права иметь оружие. Мы бьёмся не за оружие, мы бьёмся за то, чтобы нас не считали рабами
- 21 апреля 2013 — запущена инициатива «Мой дом — моя крепость»[32], направленная на реализацию в России «доктрины крепости». В рамках кампании по её поддержке созданы специализированные медиа-площадки[33] и просветительские ролики[34], а также разработан соответствующий законопроект.
- 31 октября 2013 года в Москве состоялся II съезд организации, собравшего представителей 11 стран, депутатов всех основных фракций и уровней, в ходе которого было заявлено о её преобразовании в общероссийскую, свои приветственные слова в адрес участников съезда озвучил 1-й Заместитель Председателя Совета Федерации РФ Торшин А. П.[35] , направили руководитель фракции «Справедливая Россия» Сергей Миронов[36] и лидер партии ЛДПР Владимир Жириновский[37]. В организацию были приняты первые почётные члены, а также прошло первое в истории России дефиле женских моделей скрытого ношения оружия[38]. При этом Владимир Жириновский, как и Сергей Миронов, выступают за предоставление оружия лишь тем гражданам России, кто служил в армии.[39][40] Бывший лидер партии Справедливая Россия, заместитель председателя Госдумы ФС РФ — Николай Левичев, настроен ещё более жёстко в данном отношении. То же самое касается и всей партии Единая Россия целиком (согласно информации от середины 2012 года).[41][42] В том же году, ряд депутатов от ЕР внёс на рассмотрение Госдумой законопроект, ужесточающий контроль за ранее легализованным оружием, включая травматическое (огнестрельное оружие ограниченного поражения). Закон был принят и вступил в законную силу 2 августа 2014 года.[43][44]
- В декабре 2013 года движение выступило с требованием реализовать в России аналог «второй поправки» к Конституции, закрепив в основном законе право граждан на оружие[45][46], проведя с этим требованием серию уличных акций более чем в десяти регионах России. В ходе посвящённого этим изменения круглого стола в Общественной Палате России перед его участниками со словами поддержки этой инициативы выступил Джон Болтон[47][48].
- После убийства в московской школе в феврале 2014 года председатель общероссийской общественной организации «Право на оружие» Мария Бутина выступила с предупреждением о высокой вероятности повторения подобных трагедий в будущем и необходимости им противостоять вооружением охранников и учителей[49]. В ходе интернет-голосования по этой инициативе, более 60 % аудитории поддержало данное предложение[50]. Но выводы Бутиной, как и выводы поддержавших её мнение, абсолютно не соответствуют оценке президента США, который подчеркнул, что частые убийства в учебных заведениях связаны именно с разрешением огнестрельного оружия для населения, а не наоборот. Те, кто лоббирует право на оружие в России со ссылкой на якобы удачный опыт США, вводят людей в заблуждение умышленно, или неумышленно.[51]
- 8 февраля 2014 года движение «Право на оружие» выступило в качестве соорганизатора серии уличных акций и митингов против введения ограничений на международную интернет-торговлю, так как многие аксессуары для стрелкового спорта не производятся в России[52].
- 10 февраля 2014 года межрегиональная общественная организация «Право на оружие» была официально перерегистрирована Министерством юстиции РФ в общероссийскую общественную организацию, для чего ей потребовалось подтвердить наличие региональных отделений организаций более чем в половине субъектов России[53].
- 15 февраля 2014 года в Москве движением «Право на оружие» проведён I стрелковый турнир государственно-частного сотрудничества «Национальная Безопасность» в котором приняли участие команды Министерства Обороны РФ, Центра специального назначения «Сенеж», Совета ветеранов «Витязь», Совета ветеранов Центрального Аппарата МВД России, Профсоюза Полиции Москвы и команды стрелкового клуба «Право на оружие»[54].
- 20 февраля 2014 года инициатива «Мой дом — моя крепость» стала третьей федеральной петицией набравшей 100 тысяч голосов на портале РОИ[55] в результате кампании по её поддержке Марией Бутиной и её движением[56][57]. 16 апреля 2014 года инициатива «Мой дом — моя крепость» стала первой общественной инициативой, получившей поддержку экспертной группы федерального уровня. Поддержка не была получена со стороны 2 профильных органов федеральной исполнительной власти: МВД и Минюст направили отрицательное и аргументированное заключение на данный предмет.[58]
- В мае 2014 года при поддержке писателя Михаила Веллера[59], Депутата Псковского областного собрания, главы рег.отделения ЛДПР Сергея Марченко[60][61], ЛПР[62], НДП, ППР[63] и Федерации Практической Стрельбы России[64] и других, лидер движения Мария Бутина баллотировалась кандидатом в члены Общественной палаты России 5-го состава, получив в интернет голосовании 2536 голосов[65], усомнившись в честности голосования, не была избрана.[66].
- Очередная кампания по легализации в России короткоствольного нарезного оружия, запущена движением Марии Бутиной под девизом: «Коммунисты право на оружие отняли, они его и вернут! 1918—2014». Петиция с релевантным содержанием опубликована на официальном сайте КПРФ (21 мая 2014 года), и может стать законопроектом от имени КПРФ, если насобирает 20000 голосов[67][68].
- 20 сентября 2014 года в Москве состоялся III съезд движения «Право на оружие» в котором приняло участие более 300 участников[69]. В ходе мероприятия была подписана декларация о сотрудничестве между организацией и Союзом Российских Оружейников — основным некоммерческим объединением оборонно-промышленной отрасли России, которое объединяет 55 предприятий ВПК[70].
- 7 декабря 2014 года прошла всероссийская акция в поддержку законотворческой инициативы «Мой дом- Моя крепость». Инициатива «Мой дом — Моя крепость», предусматривающая право на защиту гражданина в рамках собственного жилища, собрала 100 000 подписей на государственном портале «Российская общественная инициатива», который был создан по указу Президента России Владимира Путина в апреле 2013 года. В акции участвовало 7 городов включая Москву и Санкт-Петербург[71]
- 29 января 2015 года состоялась запланированная ранее внеочередная конференция общероссийской общественной организации «Право на оружие». Делегаты конференции приняли следующие решения: 1. Председателем организации на 5-летний срок стал Шмелев Игорь Владимирович. 2. Правление организации сформировано на 5 лет в следующем составе: Бутина Мария Валерьевна, Губанов Дмитрий Эдуардович, Шмелев Игорь Владимирович. 3. Ревизором организации на 5 лет стал Мочалин Александр Константинович.[72]
- 24 октября 2019 года Общероссийская общественная организация «Право на оружие» в третий  раз провела «День самооборонщика». Мероприятие прошло в формате круглого стола, в котором приняли участие адвокат Алексей Паршин, глава общества «Гражданская безопасность» Сергей Гринин, председатель «Права на оружие» Вячеслав Ванеев, журналисты, юристы и просто неравнодушные к теме граждане. Архивная копия от 22 сентября 2020 на Wayback Machine
- 25 ноября 2019  в Общественной палате РФ прошли общественные слушания с участием Общероссийского общественного организации "Право на оружие"  по проблематике «Самооборона и участие граждан в охране общественного порядка» (в развитие обсуждения гражданским сообществом законопроектов «о профилактике правонарушений» и поправок в закон «Об оружии»)  Архивная копия от 8 августа 2020 на Wayback Machine
- 19 февраля 2020 от лица Общероссийского общественного организации "Право на оружие"  было подано предложение по ряду поправок в Конституцию РФ  Архивная копия от 24 октября 2020 на Wayback Machine
- 14 марта 2020 года Общероссийского общественного организации "Право на оружие" запустила горячую линию федеральная Горячую линию по консультации населения по вопросам защиты гражданских прав и свобод в сфере самообороны и владения оружием. Архивная копия от 24 октября 2020 на Wayback Machine

## Список почётных членов организации
- Виноградов М. В.
- Галочкин Д. Е.
- Гуревич А. Ю.
- Дроздов И. Ю.
- Дунаев А. Г.
- Журавлёв А. А.
- Зелинский Я. В.
- Золочевский В. С.
- Лопата В. В.
- Лысюк С. И.
- Макаренко О. А.
- Маркаров Д. Э.
- Нагайцев А. П.
- Нечаев А. А.
- Никонов А. П.
- Охлобыстин И. И.
- Пономарев И. В.
- Торшин А. П.
- Федоров Г. В.
- Худяков Р. И.

## Международные связи
Организация — член Международной ассоциации по защите гражданских прав на оружие (IAPCAR).
Движение взаимодействует с другими подобными профильными структурами в мире. В частности представитель движения участвовал в очередном съезде NRA, Казахстанской оружейной ассоциации «Корамсак», Израильской ассоциации по содействию оружейной культуры, а руководители организации являются членами таких стрелковых организаций как IPSC и IDPA.
В 2013 году на II съезде движения «Право на оружие» в Москве участвовали в качестве почётных гостей и экспертов представители оружейных сообществ 11 стран, включая Дэвида Кина — экс-президента и действующего члена правления Национальной Стрелковой Ассоциации США.
В июле 2014 года общественная организация стала членом европейской конфедерации организаций Firearms United объединяющих сторонников прав граждан на оружие и самооборону. Кроме «Право на оружие» в ассоциацию уже вошли сообщества владельцев гражданского оружия из Чехии, Греции, Швейцарии, Германии, Великобритании и многих других стран.
На III съезде организации в 2014 году организацией были заключены договоры о сотрудничестве с оружейными ассоциациями Италии и Израиля.

## Критика
После стрельбы в московской школе в феврале 2014 года появилась информация о членстве убийцы и его отца в движении «Право на оружие», которая впоследствии была опровергнута, выяснилось, что гражданин, выдвинувший такую версию, солгал.